# Hamburger Burg

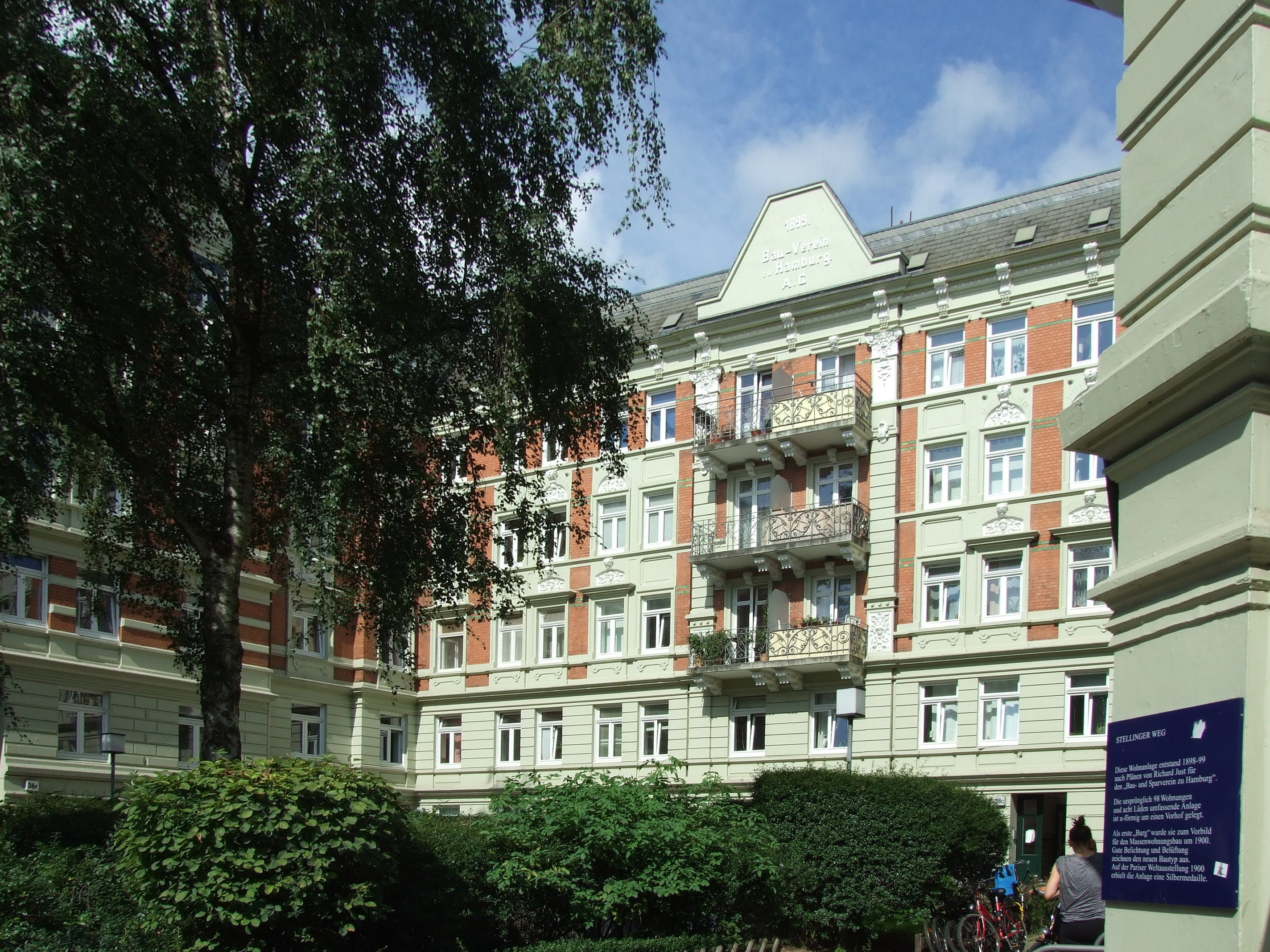
Die erste Hamburger Burg im Stellinger Weg in Eimsbüttel

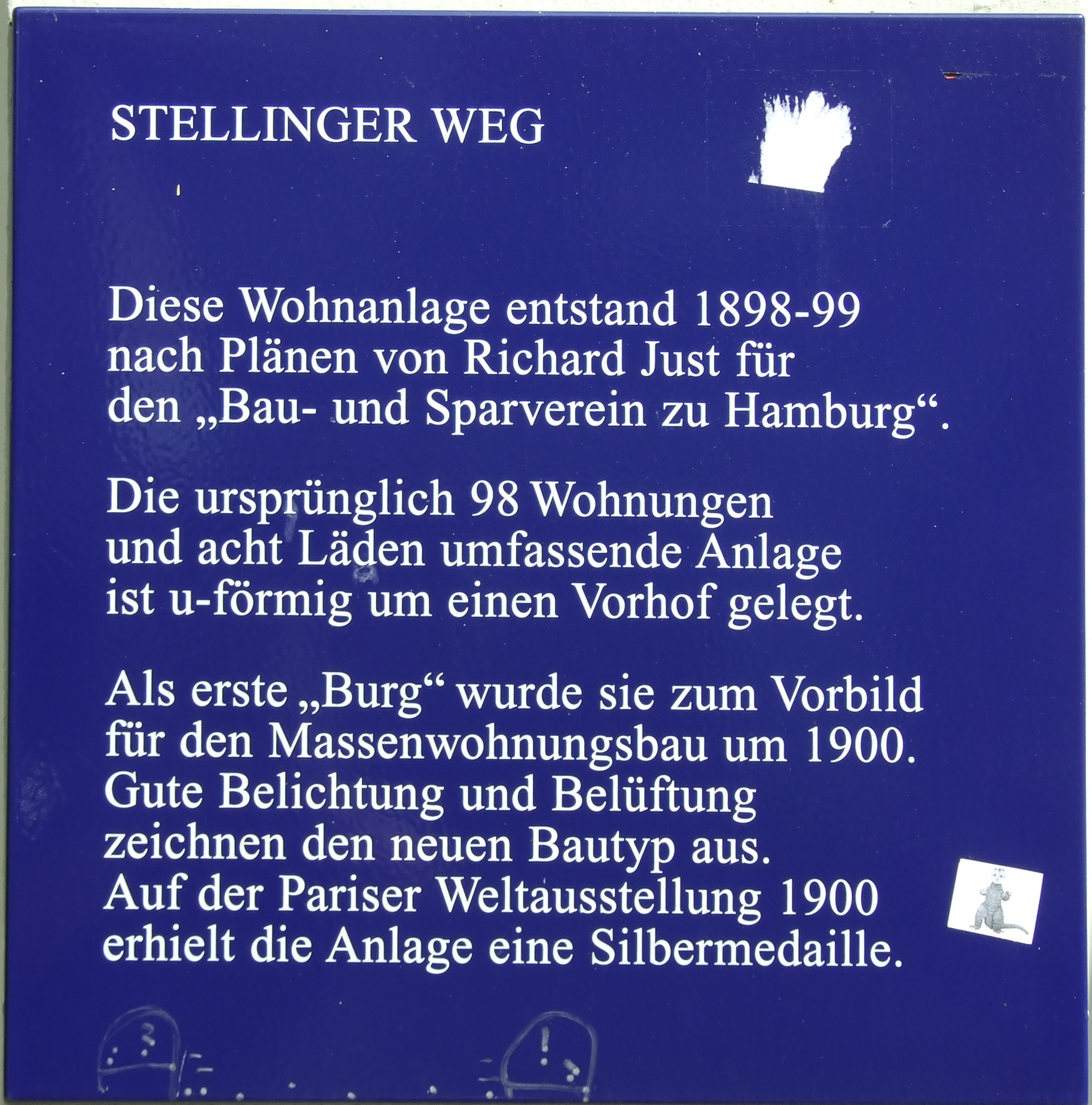
Tafel am Stellinger Weg

Als Hamburger Burg wird ein hufeisenförmiger Gebäudegrundriss bezeichnet, der anstelle einer geschlossenen Straßenrandbebauung mit tiefen Hinterhäusern einen dreiseitig umschlossenen, zur Straße geöffneten Hof bildet. Dieser um 1900 als Gegenentwurf zu den bis dato üblichen Schlitzbauten entwickelte Gebäudetyp galt als mustergültig für den Reformwohnungsbau der späten Kaiserzeit und wurde vor allem von vielen Wohnungsbaugenossenschaften bevorzugt. Nach 1920 wurde er schrittweise von der Zeilenbauweise abgelöst, wie sie insbesondere der damalige Oberbaudirektor Fritz Schumacher in seiner Dulsberg-Planung propagierte.

## Beschreibung und Geschichte
Durch die hufeisenförmige Anlage wird ein platzartiger Eingangsbereich geschaffen, der eine stadträumliche Besonderheit darstellt. Dadurch sollen für alle Wohnungen eine gute Belichtung und Belüftung gewährleistet sein, die beiden Kernforderungen des Reformwohnungsbaus in der späten Kaiserzeit.
Als erste Burg gilt die 1899 vom Bau- und Sparverein zu Hamburg errichtete Wohnanlage am Stellinger Weg/Ecke Methfesselstraße im Stadtteil Eimsbüttel. Der Entwurf von Emil Richard Just erhielt auf der Pariser Weltausstellung 1900 eine Silbermedaille. Diese erste „Hamburger Burg“ wurde aus rotem Klinker errichtet. Nachfolgende „Hamburger Burgen“ haben teilweise auch helle Putzfassaden. Das Gebäude gilt als die Vorlage für die Anfang des 20. Jahrhunderts sehr beliebte Bauform. Vor allem die gemeinnützigen Wohnungsbaugenossenschaften und Bauvereine wandten sie bis zum Ersten Weltkrieg häufig an, wie zum Beispiel der Konsum-, Bau- und Sparverein „Produktion“ beim in den Jahren 1905–07 errichteten PRO-Wohnblock am Schleidenplatz/Brucknerstraße.
Von den 228 Wohnungen des 1901/02 vom Bau- und Sparvereins an der Wohldorfer Straße (Barmbek-Süd) waren 187 zweizimmrig (ohne Bad). Miete: 240 bis 257 Mark jährlich, etwa ein Sechstel vom Gesamteinkommen eines Arbeiterhaushalts. Die Wohnungen wurden nur an Gewerkschafts- und SPD-Mitglieder gegeben. Mehrere Organisationen der Arbeiterbewegung in Hamburg wurden hier gegründet. Von 1906 bis 1925 wohnte Adolph Schönfelder in dieser Wohnanlage in der Lohkoppelstraße. 
1892 wurde der Bauverein gegründet. Die Initiative war vom Evangelisch-sozialen Arbeiter-Verein zu Hamburg (namentlich vom späteren Pastor Paul Ebert) ausgegangen. Neben Handwerkern und Arbeitern traten Bildungs- und Besitzbürger ein, so der Gummifabrikant und spätere Senator Heinrich Traun. Um der „Wühlerei“ einer sozialdemokratischen Minderheit zu begegnen, formte sich der Bauverein 1903 in die Aktiengesellschaft Bau-Verein zu Hamburg (vormals Bau- und Sparverein zu Hamburg) AG um. Männer wie Traun handelten karitativ und quasi vormundschaftlich. Wenn sie eine politische Absicht verfolgten, dann mittelbar. Im Gegensatz zur „Produktion“ wollte der Bauverein die gesellschaftlichen Verhältnisse bewahren, nicht erneuern, und die Klassen versöhnen, statt die herrschende Klasse zu entmachten.

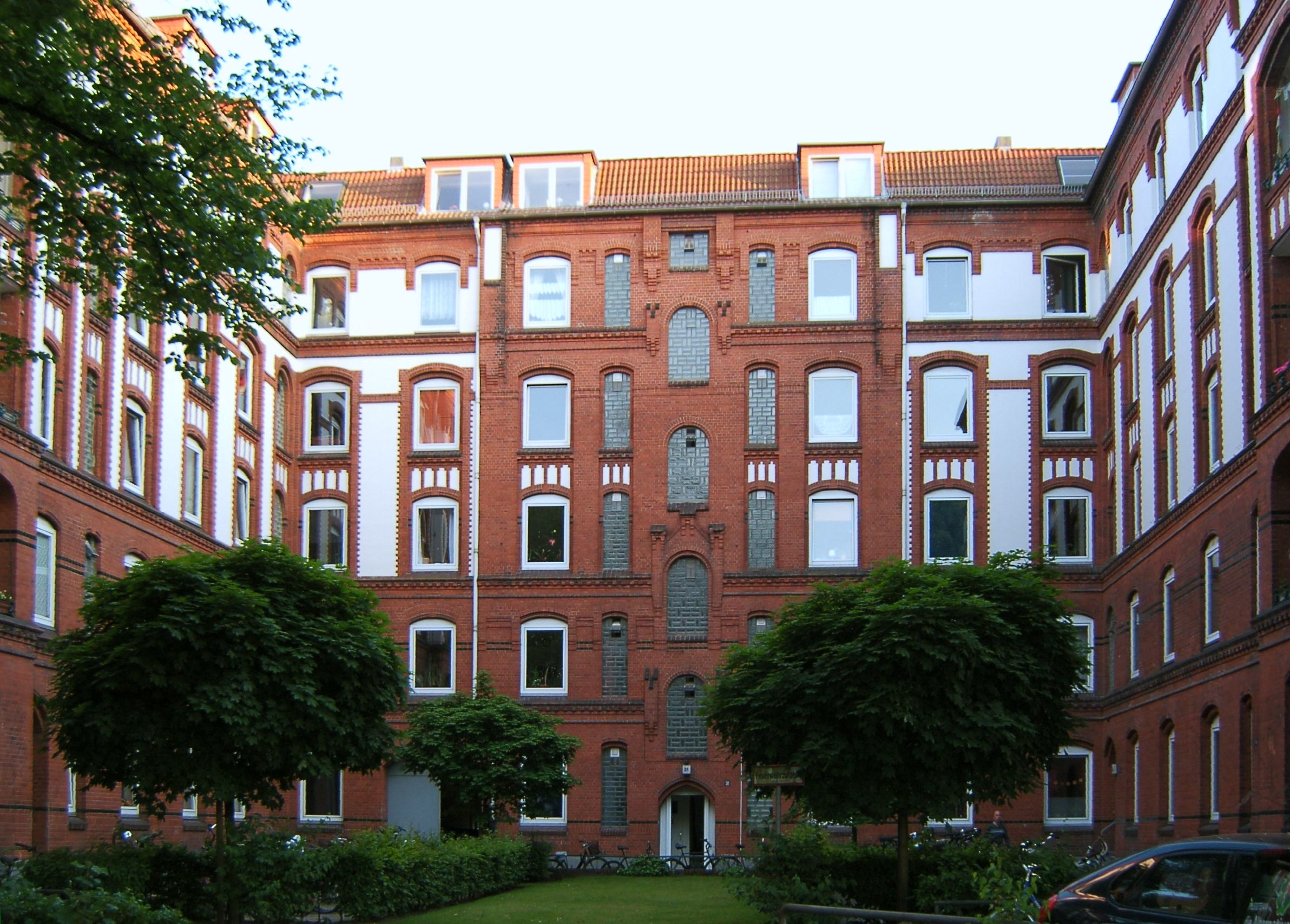
PRO-Block in Barmbek
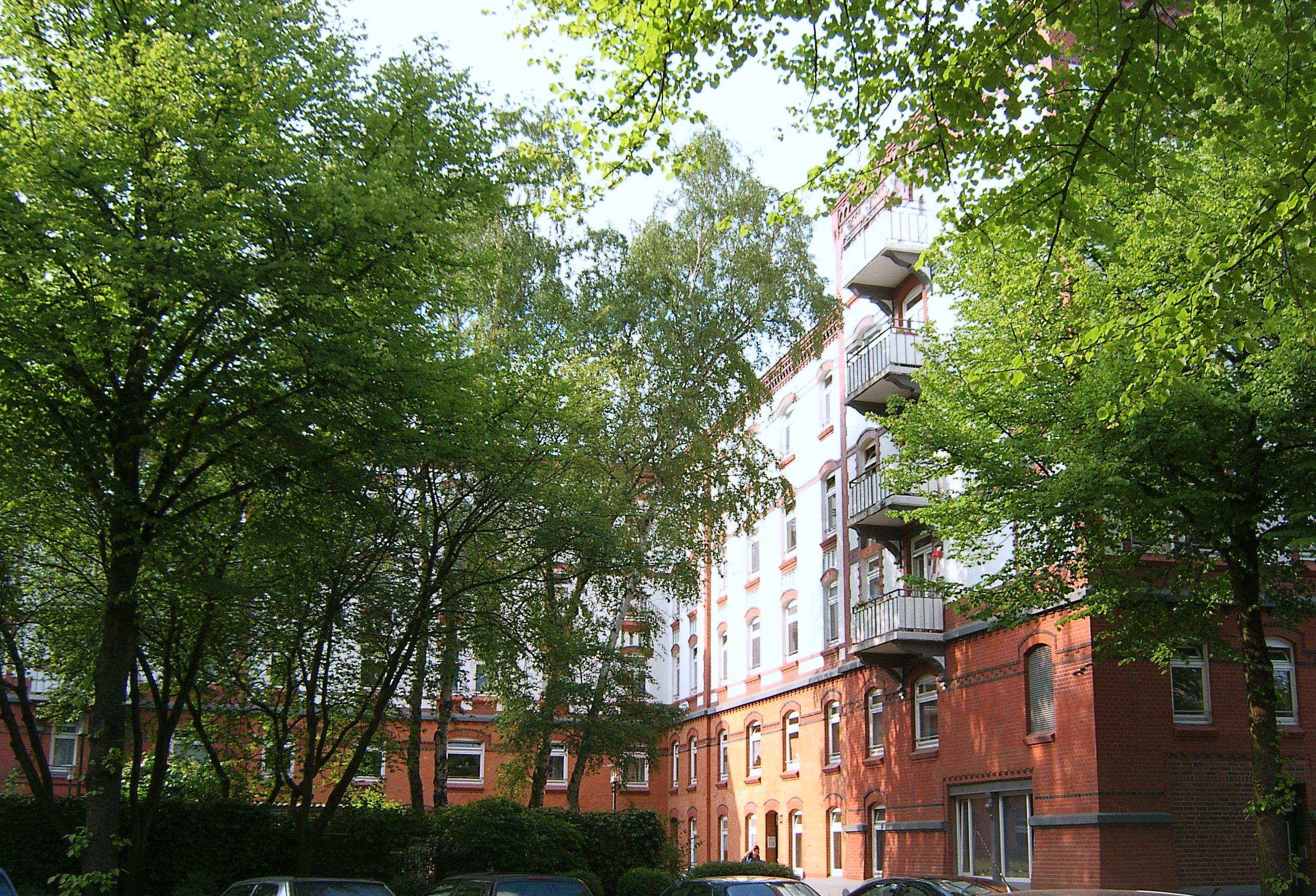
Wohldorfer Straße
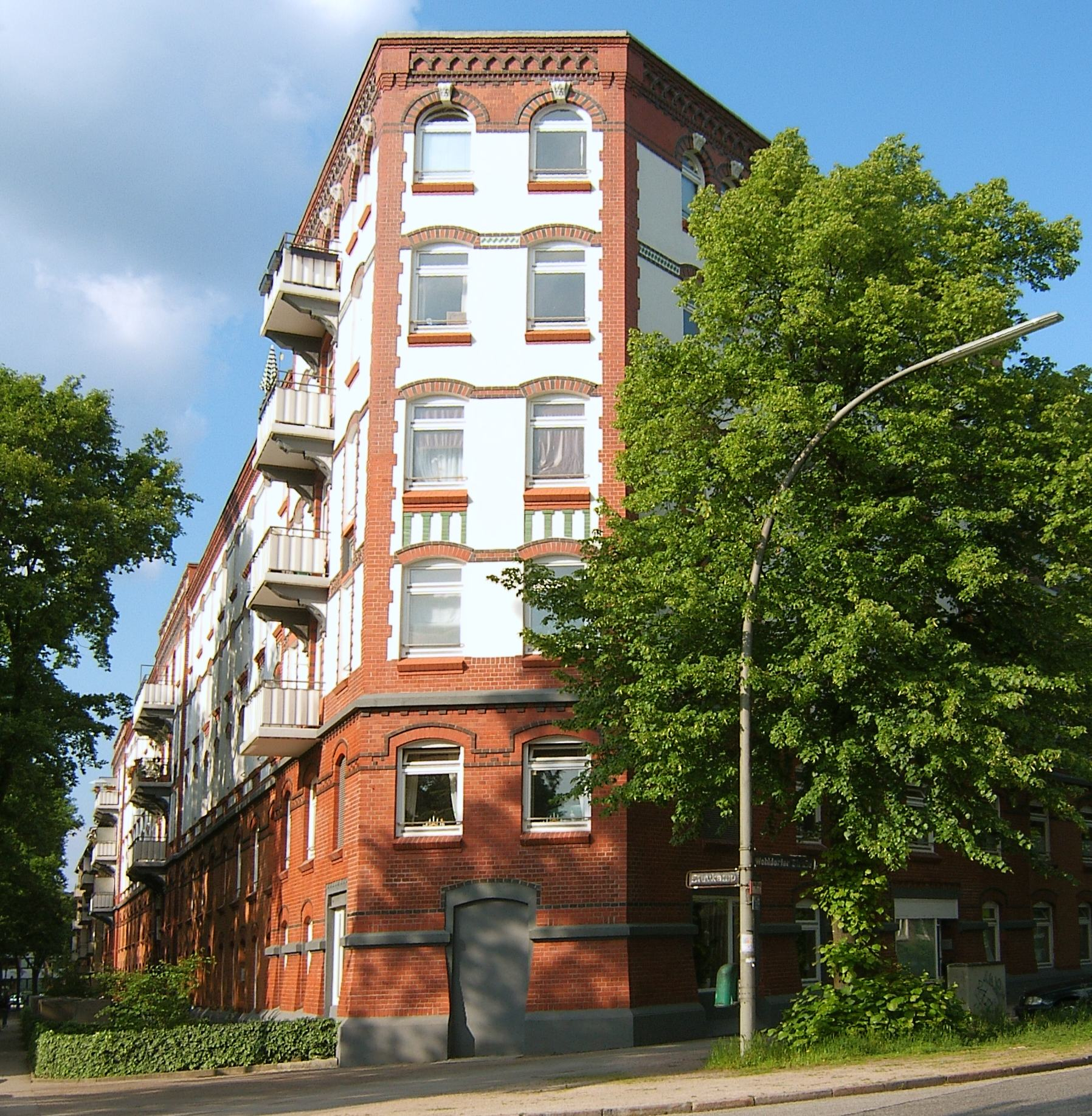
Wohldorfer Straße
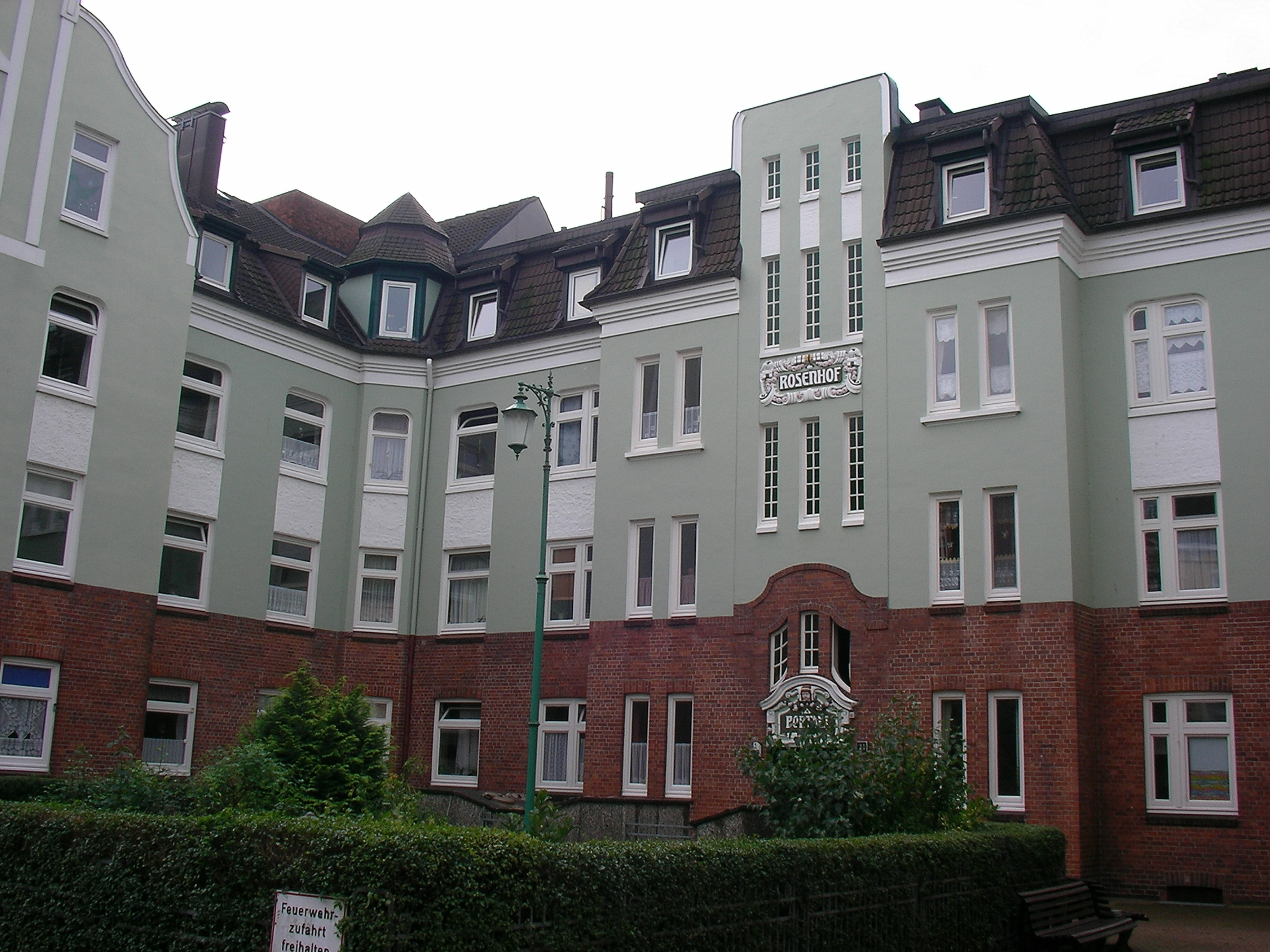
Rosenhof in Bergedorf
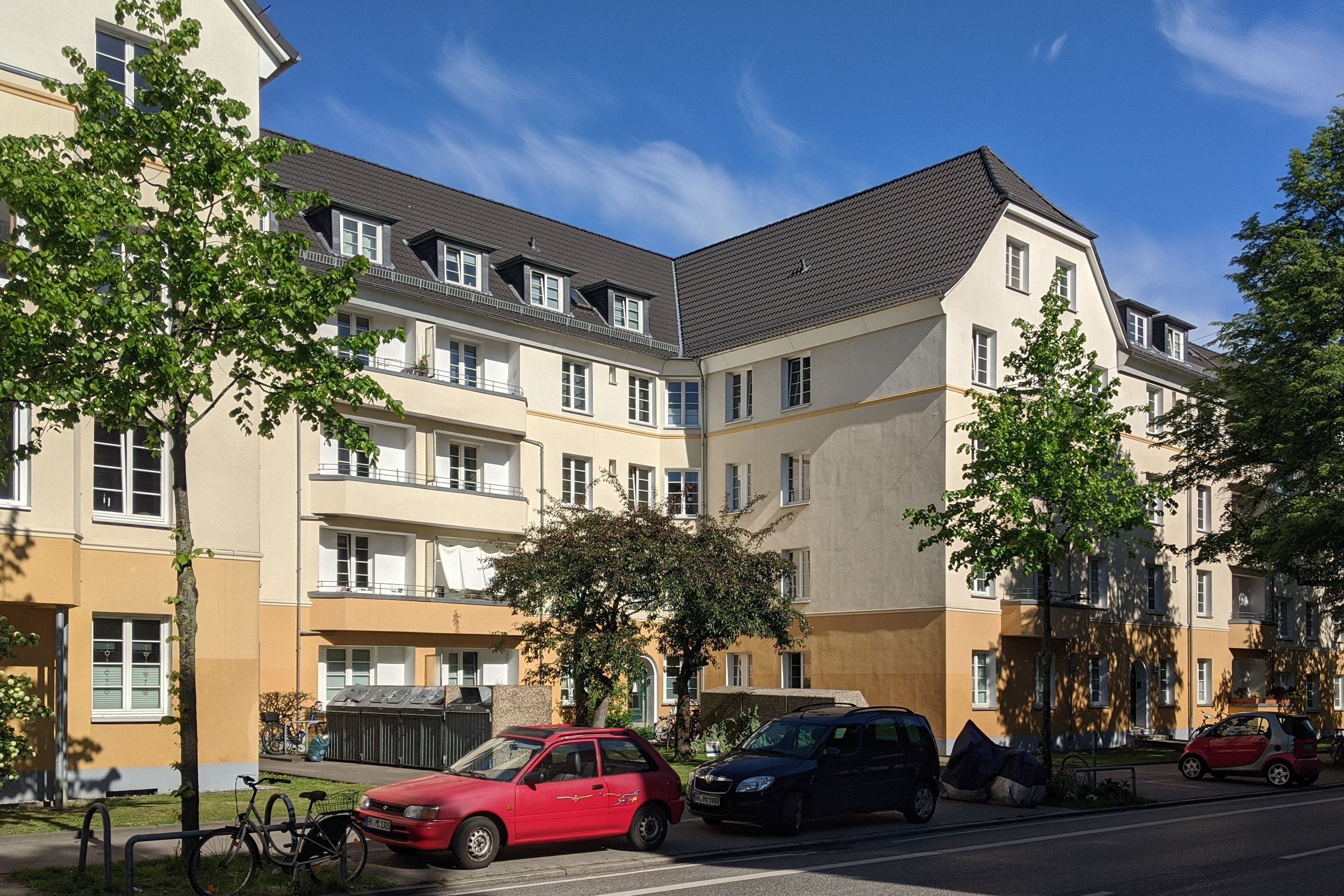
VHW-Burg am Hammer Steindamm in Hamm
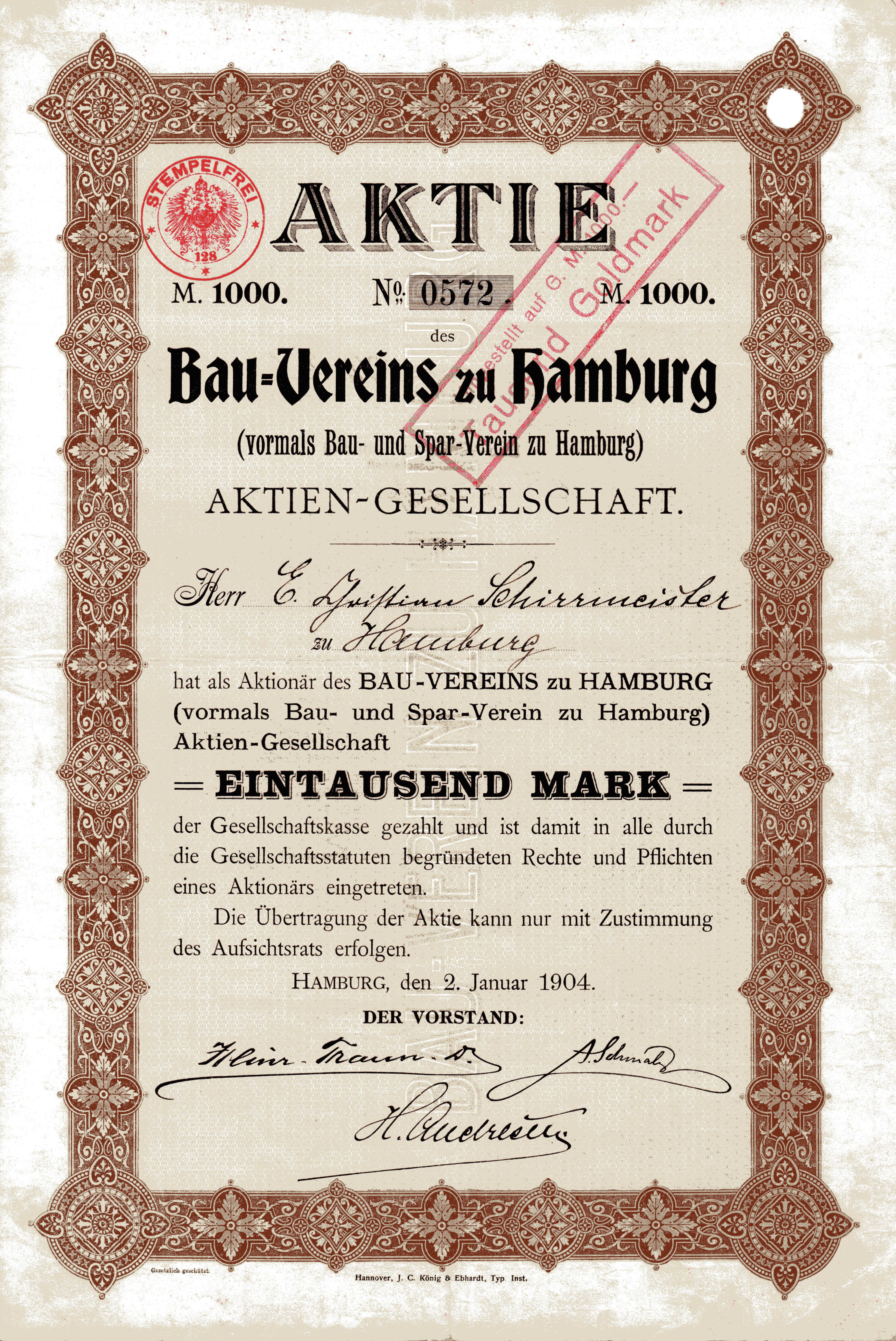
Gründeraktie des Bau-Vereins zu Hamburg